# Lommegöl (Södra Sandsjö socken, Småland)
Lommegöl är en sjö i Tingsryds kommun i Småland och ingår i Ronnebyåns huvudavrinningsområde.